# 長谷川祥之
長谷川 祥之（はせがわ よしゆき、1969年2月11日 - ）は、京都府宇治市出身の元サッカー選手。ポジションはFW。現在は鹿島アントラーズスカウト担当を務めている。JFA 公認B級コーチライセンス所持。

## 人物
黒崎比差支、奥野僚右、大野俊三、本田泰人やサントス、そしてジーコなどとJリーグ開幕当初の鹿島アントラーズの黄金期を築いた功労者の一人。リーグ戦では長谷川が点を入れた試合は、現役最後のゴールとなった2002年9月15日、2ndステージ第3節の東京ヴェルディ戦まで34連勝で、「長谷川が決めればチームは負けない」という伝説も残している。その後も息の長い活躍を続け、マジーニョや柳沢敦、平瀬智行らと先発ポジションを争い続けた。1999年頃から先発出場の機会は減ったが、その後もスーパーサブとして存在感を保ち、選手としてはもうピークを過ぎているであろう後も鹿島のサポーターの間では長い間人気を博していた。2003年7月27日、1stステージホーム最終戦のセレッソ大阪戦で現役を引退。その後、鹿島の下部チームのコーチに就任。

## 選手時代の特徴
ヘディングが得意。「空中に留まることができる」と言われたジャンプ力で数多くのゴールを生み出した。
レオナルドやジョルジーニョが在籍していた時期には、彼らが繰り出すロングフィードの受け手であるポスト役は常に長谷川の役目であり、ターゲットマンとしても貴重な存在だった。
現役末期には慢性的な膝の故障を抱え往年のジャンプ力を失ったが、ファイト溢れるプレーと持ち前の決定力でスーパーサブの役目を果たし、2002年日韓ワールドカップに向けて改修されたカシマスタジアムのこけら落とし試合（2001年5月19日、柏レイソル戦）では、満員のサポーターの前で劇的な延長Vゴールを決めている。

## 所属クラブ
- 1984年 - 1986年 宇治高等学校
- 1987年 - 1990年 大阪経済大学
- 1991年 - 1992年 本田技研工業サッカー部
- 1992年 - 2003年 鹿島アントラーズ

## 指導歴
- 2004年 - 2006年 鹿島アントラーズジュニアユースコーチ
  - 2005年 ナショナルトレセンコーチ北信越担当
  - 2006年 U-18/U-15 GK・U-15ストライカーキャンプ ストライカーコーチ
- 2007年 - 2010年 鹿島アントラーズユースコーチ
- 2011年 鹿島アントラーズアカデミートレセン
- 2012年 - 2020年 鹿島アントラーズスカウト

## 個人成績
| 国内大会個人成績 | 国内大会個人成績 | 国内大会個人成績 | 国内大会個人成績 | 国内大会個人成績 | 国内大会個人成績 | 国内大会個人成績 | 国内大会個人成績   | 国内大会個人成績 | 国内大会個人成績 | 国内大会個人成績 | 国内大会個人成績 |
| 年度             | クラブ           | 背番号           | リーグ           | リーグ戦         | リーグ戦         | リーグ杯         | リーグ杯           | オープン杯       | オープン杯       | 期間通算         | 期間通算         |
| 年度             | クラブ           | 背番号           | リーグ           | 出場             | 得点             | 出場             | 得点               | 出場             | 得点             | 出場             | 得点             |
| 日本             | 日本             | 日本             | 日本             | リーグ戦         | リーグ戦         | JSL杯/ナビスコ杯 | JSL杯/ナビスコ杯   | 天皇杯           | 天皇杯           | 期間通算         | 期間通算         |
| ---------------- | ---------------- | ---------------- | ---------------- | ---------------- | ---------------- | ---------------- | ------------------ | ---------------- | ---------------- | ---------------- | ---------------- |
| 1990-91          | 本田             | 26               | JSL1部           | 0                | 0                | -                | -                  | -                | -                | 0                | 0                |
| 1991-92          | 本田             | 10               | JSL1部           | 22               | 3                | 3                | 0                  |                  |                  |                  |                  |
| 1992             | 鹿島             | -                | J                | -                | -                | 9                | 7                  | 3                | 1                | 12               | 8                |
| 1993             | 鹿島             | -                | J                | 30               | 9                | 5                | 3                  | 5                | 4                | 40               | 16               |
| 1994             | 鹿島             | -                | J                | 43               | 21               | 0                | 0                  | 1                | 0                | 44               | 21               |
| 1995             | 鹿島             | -                | J                | 42               | 16               | -                | -                  | 4                | 2                | 46               | 18               |
| 1996             | 鹿島             | -                | J                | 25               | 12               | 11               | 0                  | 3                | 0                | 39               | 12               |
| 1997             | 鹿島             | 11               | J                | 27               | 7                | 11               | 4                  | 2                | 1                | 40               | 12               |
| 1998             | 鹿島             | 11               | J                | 26               | 14               | 4                | 3                  | 4                | 0                | 34               | 17               |
| 1999             | 鹿島             | 11               | J1               | 21               | 4                | 7                | 2                  | 0                | 0                | 28               | 6                |
| 2000             | 鹿島             | 11               | J1               | 8                | 1                | 5                | 0                  | 1                | 0                | 14               | 1                |
| 2001             | 鹿島             | 11               | J1               | 11               | 2                | 6                | 1                  | 1                | 0                | 18               | 3                |
| 2002             | 鹿島             | 11               | J1               | 25               | 3                | 8                | 3                  | 3                | 0                | 36               | 6                |
| 2003             | 鹿島             | 11               | J1               | 3                | 0                | 0                | 0                  | -                | -                | 3                | 0                |
| 通算             | 日本             | 日本             | J1               | 261              | 89               | 66               | 23                 | 27               | 8                | 354              | 120              |
| 通算             | 日本             | 日本             | JSL1部           | 22               | 3                | 3                | 0\|\|\|\|\|\|\|\|  |                  |                  |                  |                  |
| 総通算           | 総通算           | 総通算           | 総通算           | 283              | 92               | 69               | 23\|\|\|\|\|\|\|\| |                  |                  |                  |                  |

その他の公式戦
- 1991年
  - コニカカップ 7試合4得点
- 1993年
  - Jリーグチャンピオンシップ 2試合0得点
- 1996年
  - サントリーカップ 1試合0得点
- 1997年
  - XEROX SUPER CUP 1試合0得点
  - Jリーグチャンピオンシップ 2試合0得点
- 1998年
  - XEROX SUPER CUP 1試合0得点
  - Jリーグチャンピオンシップ 2試合1得点
- 1999年
  - XEROX SUPER CUP 1試合0得点
- 2001年
  - Jリーグチャンピオンシップ 1試合0得点

| 国際大会個人成績 | 国際大会個人成績 | 国際大会個人成績 | 国際大会個人成績 | 国際大会個人成績 |
| 年度             | クラブ           | 背番号           | 出場             | 得点             |
| AFC              | AFC              | AFC              | ACL              | ACL              |
| ---------------- | ---------------- | ---------------- | ---------------- | ---------------- |
| 2002-03          | 鹿島             | 11               | 1                | 0                |
| 通算             | AFC              | AFC              | 1                | 0                |

その他の国際公式戦
- 1997年 - 1998年
  - アジアクラブ選手権 7試合2得点
- 1999年
  - アジアクラブ選手権 1試合2得点
- 2001年 - 2002年
  - アジアクラブ選手権 5試合0得点
- 1998年 - 1999年
  - アジアカップウィナーズカップ 5試合5得点

## 主な受賞歴
- 2009年 アントラーズ功労賞

## 代表歴

### 試合数
- 国際Aマッチ 6試合 0得点(1995年 - 1996年)[1]

| 日本代表 | 国際Aマッチ | 国際Aマッチ |
| 年       | 出場        | 得点        |
| -------- | ----------- | ----------- |
| 1995     | 4           | 0           |
| 1996     | 2           | 0           |
| 通算     | 6           | 0           |

### 出場
| No. | 開催日         | 開催都市 | スタジアム                 | 対戦相手       | 結果        | 監督   | 大会               |
| --- | -------------- | -------- | -------------------------- | -------------- | ----------- | ------ | ------------------ |
| 1.  | 1995年02月15日 | シドニー |                            | オーストラリア | ●1-2        | 加茂周 | 国際親善試合       |
| 2.  | 1995年02月21日 | 香港     |                            | 韓国           | △1-1        | 加茂周 | ダイナスティカップ |
| 3.  | 1995年02月23日 | 香港     |                            | 中華人民共和国 | ○2-1        | 加茂周 | ダイナスティカップ |
| 4.  | 1995年02月26日 | 香港     |                            | 韓国           | △2-2(PK5-3) | 加茂周 | ダイナスティカップ |
| 5.  | 1996年05月26日 | 東京都   | 国立霞ヶ丘競技場陸上競技場 | ユーゴスラビア | ○1-0        | 加茂周 | キリンカップ       |
| 6.  | 1996年05月29日 | 福岡県   | 東平尾公園博多の森球技場   | メキシコ       | ○3-2        | 加茂周 | キリンカップ       |